# تئاتر لایسیوم، لندن
تئاتر لایسیوم (انگلیسی: Lyceum Theatre) یک سالن نمایش در لندن، انگلستان است.
این سالن تئاتر که در خیابان ولینگتون قرار دارد در سال ۱۸۳۴ میلادی تأسیس شده و جزئی از تئاتر وست اند محسوب می‌شود. تئاتر لایسیوم دارای ۲۱۰۰ نفر ظرفیت می‌باشد. این سالن میزبان مراسم های دوشیزه دنیا هم بوده. 